# マーセル・アデイエミ
マーセル・アデイエミ（Marcel Adeyemi、1996年5月29日 - ）は、イギリスの男性キックボクサー。ロンドン出身。Team Tieu所属。

## 来歴
2017年10月7日、Road to GLORY UK 70kg Tournamentに参戦。1回戦でIrtaza Haiderから飛び膝蹴りでダウンを奪い、結果は判定勝ち。準決勝ではSam Omomogbeと戦い2RTKO負け。8人で争われたワンデートーナメントではベスト4に終わった。
2019年12月28日、K-1 WORLD GP 2019 JAPANにおいて-69kg契約のスーパーファイトで木村ミノルと対戦。1RKO負け。なお、マーセルの入場曲はテレビアニメ『鬼滅の刃』のオープニングテーマ「紅蓮華」だった。

## 獲得タイトル
- WMCムエタイ-67kgイギリス王者